# Alain Rustenholz
 (juillet 2020).
Œuvres principales
Paris Ouvrier, Les Traversées de Paris, La saga Servan-Schreiber
Alain Rustenholz est un écrivain de langue française né en 1948.

## Biographie
Alain Rustenholz est né à Marseille en 1948 d'un père alsacien et d'une mère mancelle. Mai 68 le trouve en étude de lettres à Nanterre. Il est journaliste dans la presse professionnelle une dizaine d'années avant de consacrer un ouvrage en deux tomes à La Saga Servan Schreiber. Suivront une vingtaine de titres où s'entremêlent biographies, histoire ouvrière, histoire de Paris et voyages. Il est également contributeur du Dictionnaire biographique, mouvement ouvrier, mouvement social, dit  Le Maitron.

## Œuvres

### Ouvrages sur Paris
- Paris des pas perdus - Dictionnaire minuscule de la capitale, Parigramme, 1999,  (ISBN 9782840961239).
- Parisienne(s), Parigramme, 2001,  (ISBN 9782840962021).
- Paris Ouvrier  - des sublimes aux camarades, Parigramme,2003,  (ISBN 9782840967897)[1],[2].
- Paris des avant-gardes - Aux rendez-vous des artistes, des romantiques aux existentialistes, Parigramme, 2004,  (ISBN 9782840963530).
- Les traversées de Paris, Parigramme, 2005,  (ISBN 9782840966845)[3],[4].
- Paris la ville rêvée de Voltaire, Parigramme, 2007,  (ISBN 9782840965091).
- Journées capitales - Paris aux rendez-vous de l'Histoire, Parigramme,2013,  (ISBN 9782840968665).

### Trilogie ouvrière
- Paris Ouvrier  - des sublimes aux camarades, Parigramme,2003,  (ISBN 9782840967897). (déjà cité)
- Les grandes luttes de la France ouvrière, Les Beaux jours, 2008
- De la banlieue rouge au Grand Paris - D'Ivry à Clichy et de Saint-Ouen à Charenton, La Fabrique,2015,  (ISBN 9782358720694).

### Ouvrages biographiques
- La saga Servan-Schreiber - 1. une famille dans le siècle, Seuil,1993, avec Sandrine Treiner  (ISBN 9782020131704).
- La saga Servan-Schreiber - 2. le temps des initiales, Seuil,1993, avec Sandrine Treiner  (ISBN 9782020194587).
- Prévert inventaire Seuil,1996,  (ISBN 9782020208031).
- Morts de rire  - Le Luron, Coluche, Reiser, Desproges, Stock,1997,  (ISBN 9782234048256).
- 1bis quai des Métallos, La Déviation, 2021,  (ISBN 9791096373352).
- Du drapeau rouge à la tunique bleue - Sur les traces de Charles Marche : de la révolution de 1848 à la guerre de Sécession, éditions Syllepse, Cahiers Spartacus, 2023,  (ISBN 9791094106433).

### Voyages et beaux livres
- Maquillage, Chêne, 2000.
- Voyages en France, avec Marc Walter, Chêne, 2003.
- Voyages autour du monde, avec Marc Walter et Sabine Arqué, Chêne, 2004,  (ISBN 9782842775889).
- Voyages en Allemagne, avec Marc Walter, Chêne, 2004,  (ISBN 9782842775551).